# Haberer (Familienname)
Der Familienname Haberer (wie auch Häberer oder Haber) bezieht sich auf den Beruf des Haferbauern oder -händlers.

## Namensträger
- Albert Haberer (Künstler, 1908) (1908–1986), deutscher Maler, Innenarchitekt, Möbeldesigner und Autor
- Albert Haberer (Künstler, 1933) (1933–2020), deutscher Bildender Künstler und Kunstpädagoge
- Christoph Haberer (* 1951), deutscher Perkussionist
- Hanns Haberer (1890–1967), deutscher Politiker (CDU)
- Hans von Haberer (1875–1958), österreichischer Chirurg und Hochschullehrer
- Hans Haberer (?–2005), deutscher Unternehmer
- Hemmann Haberer (1505–1577), Stadtschreiber und Bühnenautor im Kanton Bern
- Janik Haberer (* 1994), deutscher Fußballspieler
- Jean-Yves Haberer, französischer Beamter und Bankier, Vorstand des Crédit Lyonnais (1988–1993)
- Johanna Haberer (* 1956), deutsche evangelische Theologin, Professorin für Christliche Publizistik in Erlangen
- Joseph Haberer (1929–2013), amerikanisch-deutscher Politologe
- Karl Albert Haberer (1864–1941), deutscher Naturforscher
- Ludwig Haberer (1846–1912), österreichischer Montanist
- Oscar Haberer (1867–1932), deutscher Illustrator
- Otto Haberer-Sinner (1866–1941), deutsch-schweizerischer Maler
- Peter Haberer (1935–2004), deutscher Jurist und Politiker (CDU)
- Theodor Haberer von Kremshohenstein (1844–1925), österreichischer Eisenbahnfachmann
- Thomas Haberer (* 1984), deutscher Schauspieler und Moderator aus Südtirol/Italien